# Großhollenstein
Großhollenstein ist eine Katastralgemeinde der Gemeinde Hollenstein an der Ybbs im Bezirk Amstetten in Niederösterreich.

## Siedlungsentwicklung
Zum Jahreswechsel 1979/1980 befanden sich in der Katastralgemeinde Großhollenstein insgesamt 437 Bauflächen mit 112.275 m² und 319 Gärten auf 504.917 m², 1989/1990 waren es 430 Bauflächen. 1999/2000 war die Zahl der Bauflächen auf 1342 angewachsen und 2009/2010 waren es 659 Gebäude auf 1206 Bauflächen.

## Landwirtschaft
Die Katastralgemeinde ist landwirtschaftlich geprägt. 475 Hektar wurden zum Jahreswechsel 1979/1980 landwirtschaftlich genutzt und 2612 Hektar waren forstwirtschaftlich geführte Waldflächen. 1999/2000 wurde auf 420 Hektar Landwirtschaft betrieben und 2641 Hektar waren als forstwirtschaftlich genutzte Flächen ausgewiesen. Ende 2018 waren 414 Hektar als landwirtschaftliche Flächen genutzt und Forstwirtschaft wurde auf 2624 Hektar betrieben. Die durchschnittliche Bodenklimazahl von Großhollenstein beträgt 25,9 (Stand 2010).